# Eparquía de San Miguel en Sídney
La eparquía de San Miguel en Sídney (en latín: Eparchia Sancti Michaëlis Sydneyensis Graecorum Melkitarum, en inglés: Melkite Greek Catholic Eparchy of Saint Michael Archangel in Sydney or Melkite Catholic Eparchy of Australia, New Zealand & All Oceania y en árabe: سيدني- أوستراليا وزيلاندا الجديدة‎) es una circunscripción eclesiástica de la Iglesia católica en Australia, Nueva Zelanda y toda Oceanía. Se trata de una eparquía greco-melquita católica inmediatamente sujeta a la Santa Sede. Desde el 15 de junio de 2011 su eparca es Robert Rabbat.

## Territorio y organización
La eparquía extiende su jurisdicción sobre los fieles católicos de rito bizantino greco-melquita residentes en Oceanía (según el sitio web oficial de la eparquía).
La sede de la eparquía se encuentra en Darlington, un suburbio de la ciudad de Sídney, en donde se halla la Catedral de San Miguel y todos los Ángeles.
En 2022 en la eparquía existían 13 parroquias:
En Australia
- St George Mission en Calwell (suburbio de Canberra), Territorio de la Capital Australiana
- Our Lady of The Dormition en Doonside (suburbio de Sídney), Nueva Gales del Sur
- St Elias the Prophet en Guildford (suburbio de Sídney), Nueva Gales del Sur (creada en 1993, incluye una iglesia temporal en Merrylands)
- St John the Beloved en Greenacre (suburbio de Sídney), Nueva Gales del Sur (creada en 1997)
- St Michael the Archangel Cathedral en Darlington (suburbio de Sídney), Nueva Gales del Sur (creada en 1891)
- St Rita en Ashcroft (suburbio de Sídney), Nueva Gales del Sur
- St Clement en South Brisbane (suburbio de Brisbane), Queensland (creada en 1929)
- St Anthony Mission en Colonel Light Gardens (suburbio de Adelaida), Australia Meridional (creada en 1996)
- St Elias the Prophet en Sunshine (suburbio de Melbourne), Victoria (creada en 2000)
- St Joseph en Fairfield (suburbio de Melbourne), Victoria (creada en 1972)
- Sts Peter and Paul en Hampton Park (suburbio de Melbourne), Victoria (creada en 1988)
- Our Lady of the Annunciation en Mount Lawley (suburbio de Perth), Australia Occidental (creada en 1983)

En Nueva Zelanda
- St Elias the Prophet en Auckland, (creada en 2000)

## Historia
La presencia católica melquita en Australia comenzó a mediado del siglo XIX. El primer sacerdote melquita que visitó el país fue el archimandrita soarita Silwanos Mansour, que dio inicio a la construcción de la primera iglesia melquita, hoy catedral, inaugurada en 1895.
La eparquía fue erigida el 26 de marzo de 1987 mediante la bula Quae quantaque del papa Juan Pablo II.

Quae quantaque fuerit per varias hominum aetates huius Apostolicae Sedis de Ecclesiis Orientalibus sollicitudo et cura, tum fere innumera Pontificum Romanorum documenta produnt, tum, maxime, decretum « De Ecclesiis Orientalibus Catholicis » Concilii Vaticani II. Agitur enim de nobilissima familiae christianae parte, antiquitate, doctrina, pietate insigni, ob quas laudes semper ceu fax resplenduit in Ecclesiae domo collocata. Quam ob rem, volentibus Nobis fidelibus ritus Byzantini Graecorum Melkitarum catholicorum in Australia degentibus aptius providere, ne scilicet fides illorum forte tenuetur, sed, novis viribus, convalescat, bene fieri visum est, si in nobilissima illa Dicione novam Eparchiam conderemus, nempe in eorum fidelium, quos diximus, utilitatem. Expetito ergo consilio a Venerabili Fratre Nostro S. R. E. Cardinali Congregationis pro Ecclesiis Orientalibus Praefecto, apostolica Nostra auctoritate novam Eparchiam constituimus iis omnibus regendis atque curandis, qui in Australia Byzantino ritu Graecorum Melkitarum utuntur, « Sancti Michaëli in Sydneyensi » nomine, factis nempe iuribus atque oneribus talium Ecclesiarum. Eius autem constitutio atque administratio ad normas Iuris Ecclesiarum Orientalium fiet. Ceterum quod gessimus omnibus bonum, faustum felix fortunatumque sit. Contrariis nihil obstantibus.

El 22 de septiembre de 1999 el papa Juan Pablo II, mediante el decreto n.º 163/97 de la Congregación para las Iglesias Orientales, extendió la jurisdicción de la eparquía a los fieles melquitas de Nueva Zelanda.

## Estadísticas
Según el Anuario Pontificio 2023 la eparquía tenía a fines de 2022 un total de 53 500 fieles bautizados.
| Año                                                                             | Población            | Población | Población      | Sacerdotes | Sacerdotes    | Sacerdotes    | Bautizados por sacerdote | Diáconos permanentes | Religiosos | Religiosos | Parroquias |
| Año                                                                             | Bautizados católicos | Total     | % de católicos | Total      | Clero secular | Clero regular | Bautizados por sacerdote | Diáconos permanentes | Varones    | Mujeres    | Parroquias |
| ------------------------------------------------------------------------------- | -------------------- | --------- | -------------- | ---------- | ------------- | ------------- | ------------------------ | -------------------- | ---------- | ---------- | ---------- |
| 1990                                                                            | 25 000               | ?         | ?              | 13         | 9             | 4             | 1923                     | 2                    | 4          |            | 8          |
| 1999                                                                            | 45 000               | ?         | ?              | 9          | 7             | 2             | 5000                     | 3                    | 2          |            | 7          |
| 2000                                                                            | 45 000               | ?         | ?              | 10         | 8             | 2             | 4500                     | 2                    | 2          |            | 9          |
| 2001                                                                            | 45 000               | ?         | ?              | 12         | 10            | 2             | 3750                     | 2                    | 3          |            | 10         |
| 2002                                                                            | 45 000               | ?         | ?              | 11         | 11            |               | 4090                     | 3                    | 1          |            | 8          |
| 2003                                                                            | 45 000               | ?         | ?              | 12         | 12            |               | 3750                     | 2                    | 1          |            | 10         |
| 2004                                                                            | 45 000               | ?         | ?              | 16         | 16            |               | 2812                     |                      |            |            | 13         |
| 2009                                                                            | 50 000               | ?         | ?              | 18         | 18            |               | 2777                     | 2                    |            | 2          | 10         |
| 2010                                                                            | 50 000               | ?         | ?              | 17         | 17            |               | 2941                     | 7                    |            | 5          | 13         |
| 2014                                                                            | 52 900               | ?         | ?              | 13         | 11            | 2             | 4069                     | 7                    | 2          | 3          | 13         |
| 2017                                                                            | 55 192               | ?         | ?              | 12         | 10            | 2             | 4599                     | 8                    | 2          | 2          | 13         |
| 2020                                                                            | 52 000               | ?         | ?              | 9          | 9             |               | 5777                     | 9                    |            |            | 13         |
| 2022                                                                            | 53 500               |           |                | 9          | 9             |               | 5944                     | 8                    |            |            | 13         |
| Fuente: Catholic-Hierarchy, que a su vez toma los datos del Anuario Pontificio. |                      |           |                |            |               |               |                          |                      |            |            |            |

## Episcopologio
- George Riashi, B.C. † (26 de marzo de 1987-28 de julio de 1995 nombrado archieparca de Trípoli del Líbano)
- Issam John Darwich, B.S. (4 de agosto de 1995-15 de junio de 2011 nombrado archieparca de Zahlé y Furzol)
- Robert Rabbat, desde el 15 de junio de 2011